# 14681 Estellechurch
14681 Estellechurch è un asteroide della fascia principale. Scoperto nel 1999, presenta un'orbita caratterizzata da un semiasse maggiore pari a 3,0953356 UA e da un'eccentricità di 0,1736180, inclinata di 0,93806° rispetto all'eclittica.